# Cubaris spenceri
Cubaris spenceri är en kräftdjursart som beskrevs av Barnes 1934. Cubaris spenceri ingår i släktet Cubaris och familjen Armadillidae. Inga underarter finns listade i Catalogue of Life.